# سد انگوت
سد انگوت (به لاتین: Angat Dam) یک سد در فیلیپین است که در Barangay San Lorenzo, Norzagaray, Bulacan واقع شده‌است.